# 鲍廷钰
鲍廷钰（1918年—1998年），男，江苏建湖人，中国弹道学家，曾任华东工学院教授、博士生导师。